# RAC Tourist Trophy 1958
Le RAC Tourist Trophy 1958 est la 23e édition de la course automobile annuelle du Royal Automobile Club d'Angleterre. Elle a eu lieu le 13 septembre 1958 sur le circuit de Goodwood, en Angleterre. C'est la 6e et dernière épreuve du championnat du monde des voitures de sport 1958.

## Résultats
| Pos.  | no | Pilote                                       | Voiture               | Écurie                          | Tours | Temps / Abandon   | Catégorie |
| ----- | -- | -------------------------------------------- | --------------------- | ------------------------------- | ----- | ----------------- | --------- |
| 1     | 7  | Stirling Moss Tony Brooks                    | Aston Martin DBR1/300 | David Brown Ltd                 | 148   | 4 h 1 min 17 s 0  | S 3.0     |
| 2     | 9  | Roy Salvadori Jack Brabham                   | Aston Martin DBR1/300 | David Brown Ltd                 | 148   | 4 h 1 min 17 s 4  | S 3.0     |
| 3     | 8  | Carroll Shelby Stuart Lewis-Evans            | Aston Martin DBR1/300 | David Brown Ltd                 | 148   | 4 h 1 min 17 s 8  | S 3.0     |
| 4     | 21 | Jean Behra Edgar Barth                       | Porsche 718 RSK 1500  | Dr Porsche                      | 144   | 4 h 1 min 18 s 0  | S 2.0     |
| 5     | 4  | Masten Gregory Innes Ireland                 | Jaguar D-Type         | Ecurie Ecosse                   | 143   | 4 h 0 min 44 s 0  | S 3.0     |
| 6     | 6  | Duncan Hamilton Peter Blond                  | Jaguar D-Type         | Ecurie Ecosse                   | 142   | 4 h 0 min 51 s 2  | S 3.0     |
| 7     | 42 | Peter Ashdown Gordon Jones                   | Lotus 11-Climax       | Team Lotus                      | 138   |                   | S 1.1     |
| 8     | 22 | Carel Godin de Beaufort Christian Bino Heins | Porsche 550A RS 1500  | Dr Porsche                      | 135   |                   | S 2.0     |
| 9     | 12 | Jonathan Sieff Maurice Charles               | Jaguar D-Type         | Jonathan Sieff                  | 135   |                   | S 3.0     |
| 10    | 46 | Mike Taylor Keith Greene                     | Lotus 11-Climax       | Gilby Engineering Co.           | 134   |                   | S 1.1     |
| 11    | 50 | Henry Taylor Nicholas Green                  | Lotus 11-Climax       | J. V. Green                     | 131   |                   | S 1.1     |
| 12    | 43 | Carl Haas John Brown                         | Elva Mk III-Climax    | Elva Racing Team                | 131   |                   | S 1.1     |
| 13    | 27 | William Frost Richard Stoop                  | Lotus 11-Climax       | Car Exchange Racing Team        | 128   |                   | S 1.1     |
| 14    | 28 | Tommy Bridger Alan T. Foster                 | MG A Twin Cam         | Richard W. Jacobs               | 127   |                   | S 2.0     |
| 15    | 47 | Jack Wescott Peter Arundell                  | Lotus 11-Climax       | Innes Ireland Ltd               | 125   |                   | S 1.1     |
| 16    | 49 | Eric Broadley Peter D. Gammon                | Lola Mk.1-Climax      | E. H. Broadley                  | 124   |                   | S 1.1     |
| 17    | 41 | Alan Stacey Keith Hall                       | Lotus 11-Climax       | Team Lotus                      | 121   |                   | S 1.1     |
| 18    | 48 | Douglas Graham Christopher Martyn            | Lotus 11-Climax       | Innes Ireland Ltd               | 110   |                   | S 1.1     |
| 19    | 29 | Mike P. Anthony Ted Whiteaway                | AC Ace LM-Bristol     | Rudd Racing Team                | 105   |                   | S 2.0     |
| 20    | 45 | Ian Burgess Robbie MacKenzie-Low             | Elva Mk III-Climax    | Elva Racing Team                | 102   |                   | S 1.1     |
| 21    | 52 | Jimmy Blumer Colin Stuart Dodd               | Lotus 11-Climax       | Jimmy Blumer                    | 99    |                   | S 1.1     |
| Abd.  | 24 | Bruce McLaren Syd H. Jensen                  | Lotus 15-Climax       | John Coombs Racing Organisation | 53    | Boîte de vitesses | S 2.0     |
| Abd.  | 11 | Ross Jensen Ivor Bueb Bruce Halford          | Lister-Jaguar         | B. Lister Lt Engineering        | 51    | Suspension        | S 3.0     |
| Abd.  | 30 | Cliff Allison Graham Hill                    | Lotus 15-Climax       | Team Lotus                      | 39    | Moteur            | S 2.0     |
| Abd.  | 26 | David Shale John Dalton                      | Lotus 11-Climax       | M. Trimble                      | 24    | Boite de vitesses | S 2.0     |
| Abd.  | 53 | John Fisher Les Leston                       | Lotus 11-Climax       | John Fisher                     | 20    | Boite de vitesses | S 1.1     |
| Abd.  | 44 | Ian Raby Eugene Hall                         | Elva Mk.III-Climax    | Elva Racing Team                | 15    | Accident          | S 1.1     |
| Abd.  | 10 | Ivor Bueb Bruce Halford                      | Lister-Jaguar         | B. Lister Lt Engineering        | 10    | Accident          | S 3.0     |
| Abd.  | 25 | Edward Greenall John Campbell-Jones          | Lotus 15-Climax       | J. King                         | 9     | Accident          | S 2.0     |
| Np.   | 3  | Claude Dubois Yves Tassin                    | Lister-Jaguar         | Équipe Nationale Belge          |       | Moteur            | S 3.0     |
| Forf. | 1  | Mike Hawthorn                                | Ferrari 250 TR        | Scuderia Ferrari                |       |                   | S 3.0     |
| Forf. | 4  | Masten Gregory Innes Ireland                 | Tojeiro-Jaguar        | Ecurie Ecosse                   |       |                   | S 3.0     |
| Forf. | 5  | Inconnu                                      | Lister Monza-Jaguar   | Ecurie Ecosse                   |       |                   | S 3.0     |
| Forf. | 23 | Fernand Tavano Georges Delaroche             | Ferrari 500 TRC       | Fernand Tavano                  |       |                   | S 2.0     |
| Forf. | 51 | Alejandro de Tomaso Colin Davis              | O.S.C.A. 1100S        | I. De Tomaso                    |       |                   | S 1.1     |